# Christina Koch
Christina Hammock Koch ((/ koʊk /; Grand Rapids, 29 de janeiro de 1979) é uma engenheira e astronauta norte-americana da classe de 2013 da NASA. Christina e Jessica Meir foram as primeiras mulheres em uma caminhada espacial composta apenas por mulheres. 

## Carreira

### Engenheira e pesquisadora
Com o sonho de ser astronauta desde a infância, ela formou-se em física e fez mestrado em engenharia elétrica na Universidade Estadual da Carolina do Norte.Em 2001 se formou no programa da Academia da NASA no Centro de Voos Espaciais Goddard. Trabalhando no desenvolvimento de instrumentos de ciência espacial e em áreas de engenharia de campo científicos remotos, durante seu tempo no Goddard ela contribuiu para o desenvolvimento de vários instrumentos científicos em missões da NASA que estudam astrofísica e cosmologia. Entre 2004 e 2007, participou como pesquisadora do Programa Antártico dos Estados Unidos, passando três anos e meio viajando entre regiões do Ártico e da Antártida. Nesta última, ela passou uma temporada inteira na Estação Polar Amundsen-Scott no Polo Sul durante o inverno, sob temperaturas de até -79°C. Ainda na Antártida ela fez parte da equipe de bombeiros da estação e das equipes de busca e resgate em geleiras e oceano; ela descreve sem tempo no Polo Sul como um grande desafio físico e mental.
Entre 2007 e 2009 trabalhou como engenheira elétrica no departamento espacial do  Laboratório de Física Aplicada da Universidade Johns Hopkins, com foco no desenvolvimento de instrumentos científicos para uso espacial e contribuiu com instrumentos usados para o estudo de partículas de radiação em missões da NASA, incluindo as sondas espaciais Juno e Van Allen. No ano seguinte completou temporadas de trabalho científico em outros lugares gelados do planeta, como a Estação Palmer na Antártida e no Summit Camp na Groenlândia. Em 2012, trabalhou na Administração Oceânica e Atmosférica Nacional (NOAA) em duas funções: primeiro como engenheira de campo no observatório de monitoramento global da NOAA em  Barrow, Alaska, e depois como chefe de estação do Observatório da NOAA na Samoa Americana.

### NASA

#### Seleção
Koch foi selecionada para o curso de astronautas da NASA em junho de 2013, formando-se em 2015. Seu treinamento incluiu estudos científicos e técnicos, instrução intensiva nos sistemas da ISS, caminhadas espaciais simuladas, robótica, treinamento psicológico, voo nas aeronaves de treinamento T-38 e técnicas de sobrevivência no mar, no deserto e na selva.

#### Soyuz MS-12
Depois do período de treinamento nos sistemas Soyuz na Cidade das Estrelas, na Rússia, em 14 de março de 2019 ela foi ao espaço como engenheira de voo da nave Soyuz MS-12, junto com o cosmonauta russo  Aleksei Ovchinin e o astronauta norte-americano Nick Hague, para fazer parte da tripulação da Expedição 59 na estação. Ovchinin e Hague haviam sido lançados anteriormente na Soyuz MS-10⁣, mas uma falha durante a ascensão da nave fez com que o foguete que a transportava explodisse; os dois astronautas sobreviveram ejetando-se do corpo principal do foguete na cápsula espacial e transferidos para esta missão.

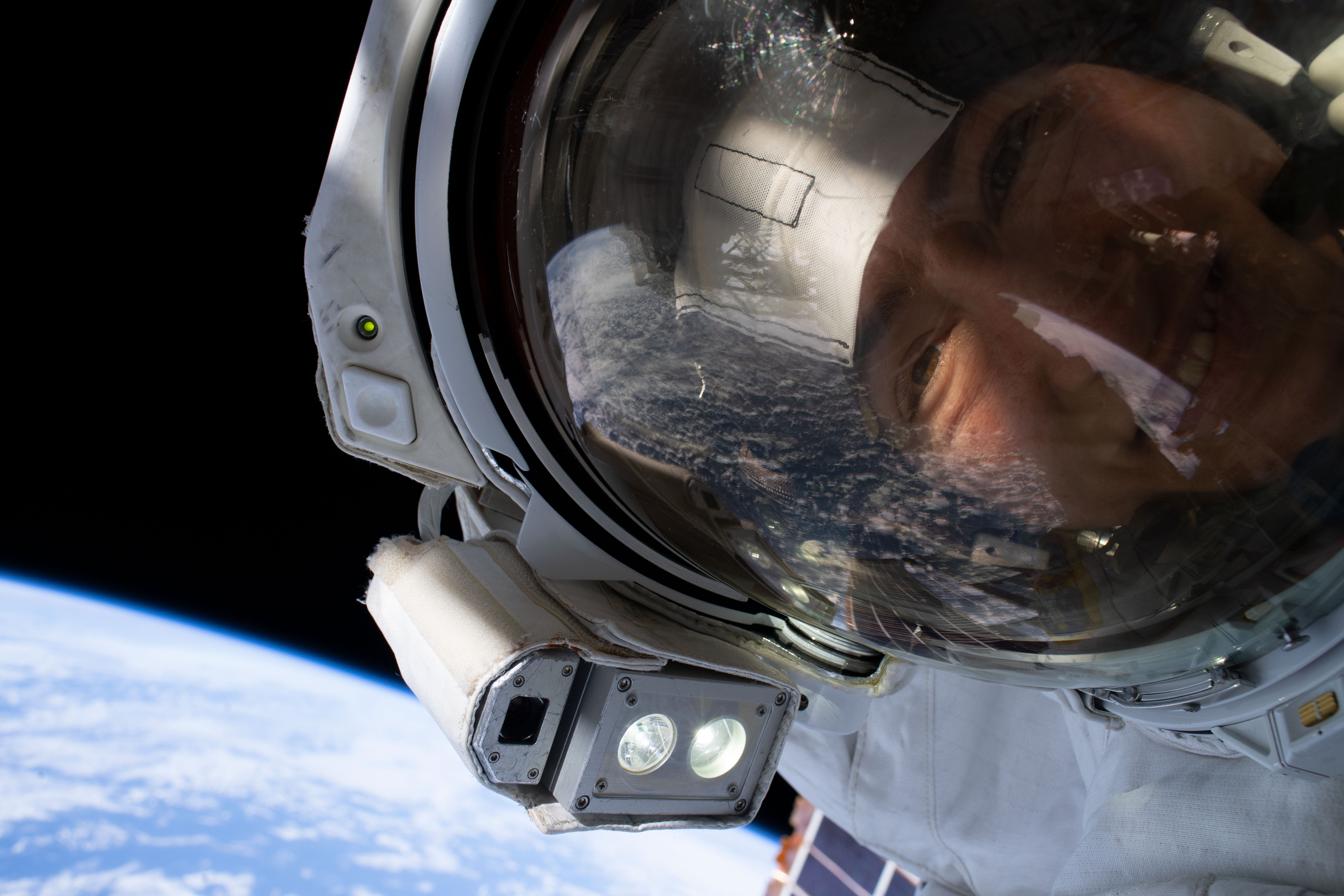
Selfie durante a caminhada espacial totalmente feminina

Estava previsto que, durante a Expedição 59, Koch e a astronauta norte-americana Anne McClain fizessem história, tornando-se a primeira equipe totalmente feminina a realizar uma caminhada espacial; entretanto, por um motivo prosaico – a falta na ISS de dois trajes espaciais de tamanho médio no torso (havia apenas um), mais adaptados ao corpo das duas astronautas mulheres – a missão acabou sendo cancelada.
Em 17 de abril de 2019, devido a mudanças na programação do programa Commercial Crew Development, a missão dela foi estendida até fevereiro de 2020, retornando à Terra somente após 328 dias – o que já é a estadia de maior duração, em missão única, para uma mulher, após Peggy Whitson, que ficou 328 dias. Em adição, para uma astronauta de primeira viagem, esse tipo de mudança numa missão da NASA nunca havia ocorrido.
Em 18 de outubro de 2019, Koch – em sua quarta AEV na expedição – e a astronauta Jessica Meir fizeram a primeira caminhada espacial dupla totalmente feminina da história da Estação Espacial Internacional para trocar um controlador de energia que alimenta as baterias no exterior da ISS, uma missão de mais de cinco horas de duração, e congratuladas numa transmissão ao vivo durante a tarefa pelo presidente dos Estados Unidos Donald Trump.
Seu sinal de chamada na NASA é "Nana/Nanna."
No dia 28 de dezembro de 2019, a NASA reportou que a astronauta havia passado 289 dias na Estação Espacial Internacional (EEI), mais tempo no espaço do que qualquer outra mulher, quebrando o recorde da Peggy Whitson.
Ela retornou do espaço em 6 de fevereiro de 2020, estabelecendo um novo recorde de 328 dias na EEI, ficando apenas 12 dias atrás do recorde de Scott Kelly em 2015/16.

### Artemis 2
No dia 3 de abril de 2023, foi anunciada como especialista da missão da Artemis 2. Com a missão, Koch se tornará na primeira mulher a voar em espaço profundo.